# BBC Brasil
BBC Brasil (também mencionada como BBC News Brasil
) é uma subsidiária da British Broadcasting Corporation (BBC) no Brasil. Atuando como provedor mundial de notícias em língua portuguesa e agências de notícias, a BBC Brasil possui recursos como agência físicas instaladas em São Paulo e no Rio de Janeiro e equipe especialmente designada em Londres.

## Outras áreas
Também programou os canais de televisão por assinatura BBC HD  e BBC Earth.

## Prêmios
Prêmio Vladimir Herzog
Menção Honrosa do Prêmio Vladimir Herzog por Texto
| Ano  | Obra | Veículo de mídia     | Autor        | Resultado |
| ---- | --- | -------------------- | ------------ | --------- |
| 2018 | “’Monstro, prostituta, bichinha’: como a Justiça condenou a 1ª cirurgia de mudança de sexo do Brasil e sentenciou médico à prisão” | BBC Brasil São Paulo | Amanda Rossi | Venceu    |

Outros
- 2004: ganhou o Prêmio Ayrton Senna de Jornalismo pela série de reportagens Crianças no Trabalho, produzida pelas jornalistas Babeth Bettencourt e Claudia Silva Jacobs, na categoria rádio[5]